# HKW Chemnitz-Nord-schoorsteen
HKW Chemnitz-Nord (afkorting voor Heizkraftwerk Chemnitz) is een bruinkoolgestookte thermische centrale in het Noorden van Chemnitz, Duitsland. De centrale, met een vermogen van 185 megawatt, heeft een 302 m hoge schoorsteen. In 2013 is de schoorsteen door Daniel Buren in pastelkleuren geschilderd.